# Styringomyia holomelania
Styringomyia holomelania är en tvåvingeart som beskrevs av Alexander 1936. Styringomyia holomelania ingår i släktet Styringomyia och familjen småharkrankar. Inga underarter finns listade i Catalogue of Life.